# Quino Salvo
Joaquín Salvo Pastor, detto Quino (Vigo, 31 marzo 1958 – Vigo, 8 giugno 2016), è stato un cestista e allenatore di pallacanestro spagnolo.

## Palmarès
- Copa Príncipe de Asturias: 1

Cantabria: 1997